# 伊瑟尔巴赫
伊瑟尔巴赫是德国莱茵兰-普法尔茨州的一个市镇。总面积7.19平方公里，总人口416人，其中男性210人，女性206人（2011年12月31日），人口密度58人/平方公里。